# Iványi Grünwald Bélla
Béla Iványi-Grünwald (n. 16 mai 1867, Som, Districtul Siófok, județul Somogy, Ungaria – d. 24 septembrie 1940, Budapesta, Regatul Ungariei) a fost un pictor maghiar , un membru de frunte al Școlii de pictură de la Baia Mare și fondator al coloniei de artiști de la Kecskemét.

## Biografie
Iványi-Grünwald s-a născut în localitatea Som. Studiile în domeniul picturii le-a început avându-i ca profesori pe Bertalan Székely și Károly Lotz la Academia de Arte Frumoase din Budapesta în perioada 1882 - 1886. După absolvire a urmat timp de doi ani (1886 - 1887) cursuri la Munchen, după care a fost student la Academia Julian la Paris între 1887 și 1890. În 1891 s-a întors la Munchen. Ca urmare a unei călătorii pe care a făcut-o împreună cu Ferenc Eisenhut în Egipt, a pictat o serie de lucrări cu tematică orientală.
Începând din anul 1889 a avut parte de expoziții cu o anumită regularitate, organizate la Palatul Artă din Budapesta. Întors la Munchen în 1893, Iványi-Grünwald a realizat o lucrare intitulată „Nihilists Drawing Lots”, în care a utilizat tehnica clar-obscurului într-un stil dramatic. În 1896 a realizat pictura monumentală cu tematică istorică „Întoarcerea regelui Béla al IV-lea în urma invaziei suferite de tătari”.
Împreună cu Simon Hollósy și cercul lui de artiști, a venit în 1896 la colonia de artiști de la Baia Mare unde s-a dedicat picturii de plein-air. Acolo a devenit o figură reprezentativă a Școlii de pictură de la Baia Mare. După doi ani de la venire, s-a căsătorit cu Irén Bilcz (Irina Bilț), fiica protopopului greco-catolic de Baia Mare, și s-a stabilit în oraș.
În anul 1901, Hollósy a plecat la Munchen. Ca urmare, Grünwald a devenit unul dintre profesorii de la Baia Mare. În 1909 a participat la Salonul Național de la Budapesta și a câștigat un mare renume într-un nou stil pe care l-a abordat - secesionismul. Așa, împreună cu primarul din Kecskemét, reușește să înființeze acolo o colonie de artiști. În perioada 1911 - 1918 a condus colonia de la Kecskemét. După anul 1920 a locuit în Pesta și a pictat vara pe lângă Lacul Balaton. În 1920 a fost membru fondator al Societății Szinyei Merse Pál. Din 1928 a fost președinte al Asociației Pictorilor din Szentendre. A murit la Budapesta în 1940.

## Galerie imagini

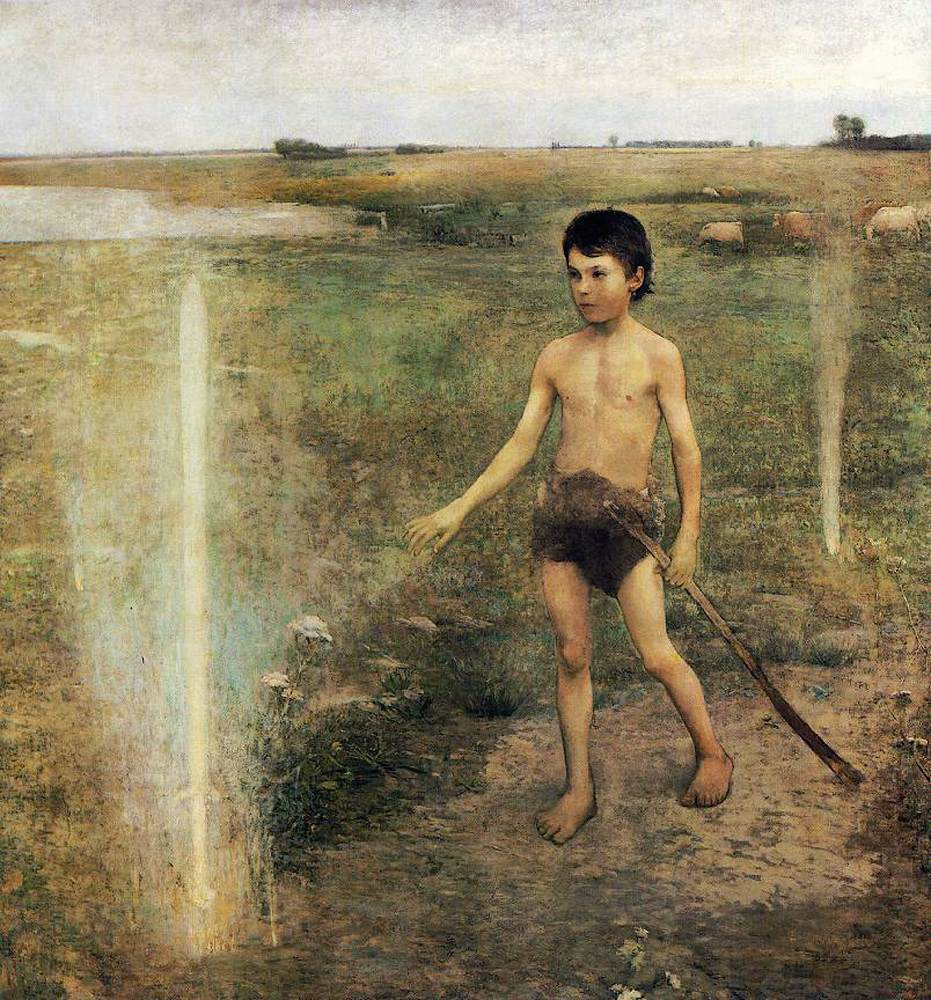
Sabia războinicului (1890)
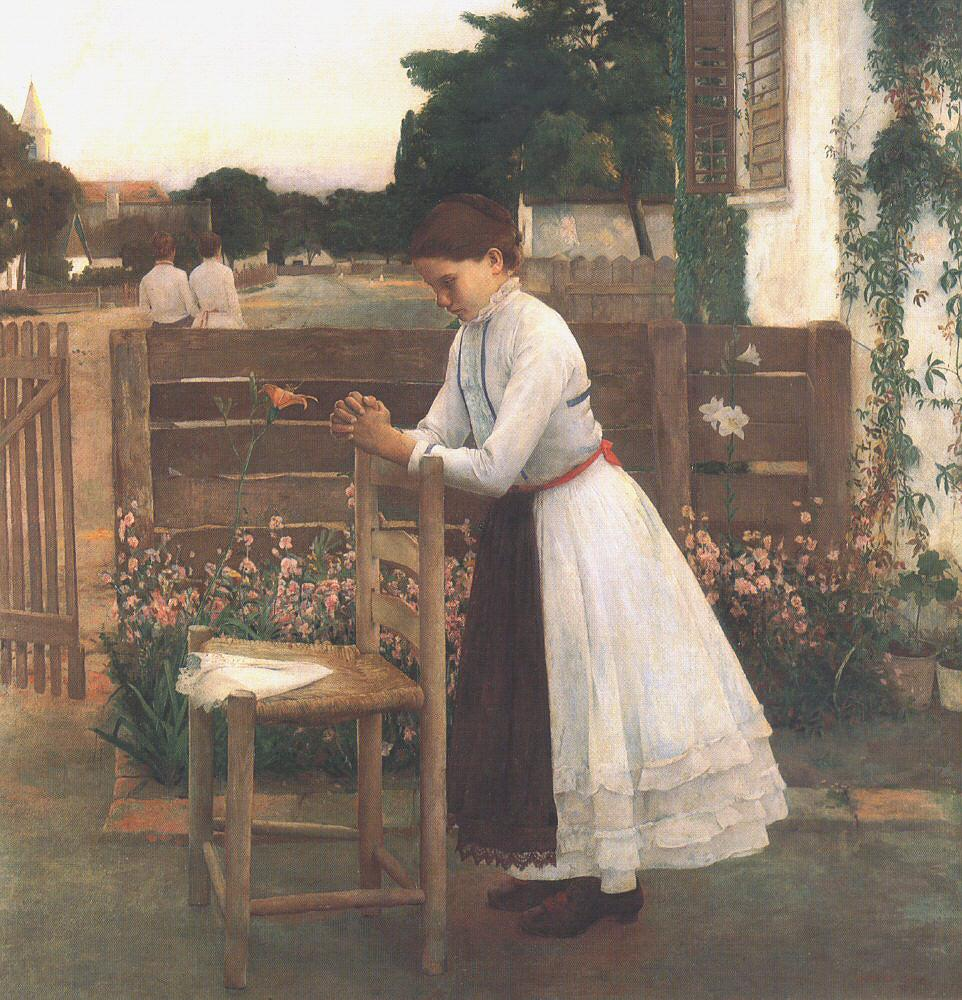
Ave Maria (1891)
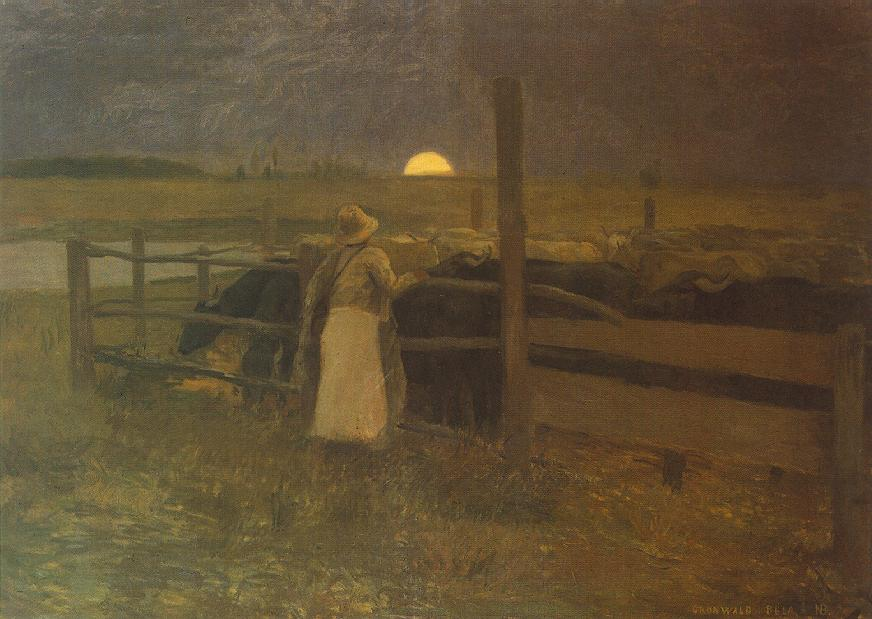
Răsărit de lună (1897)
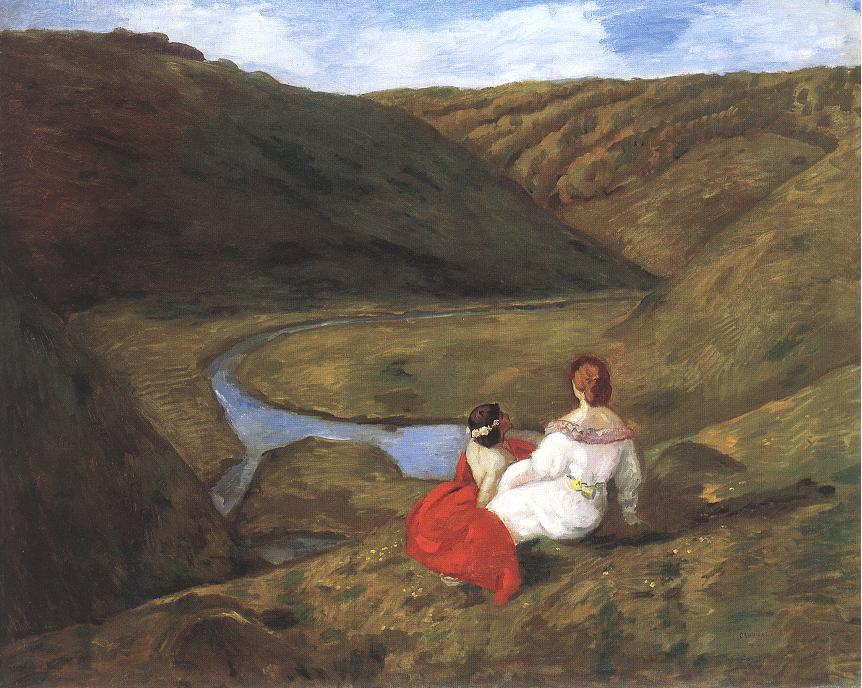
În vale (ca. 1901)
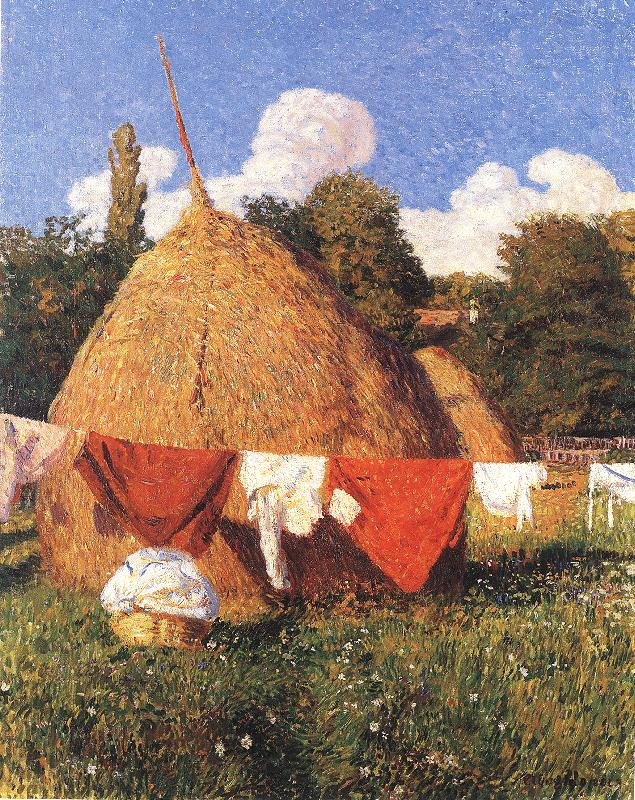
Uscarea rufelor (1903)
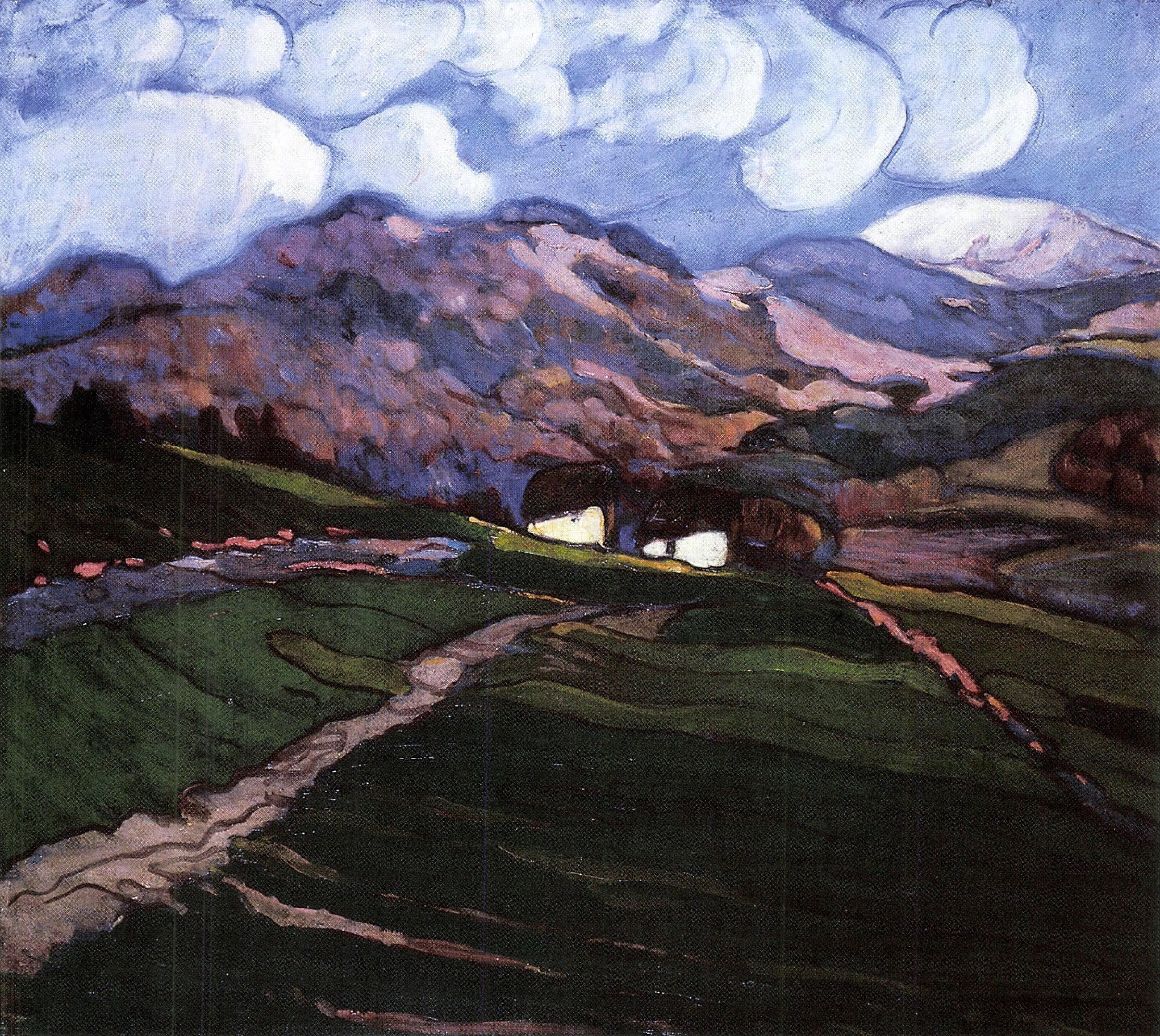
Vedere la Nagybánya cu râul Gutin  (ca. 1906–08)
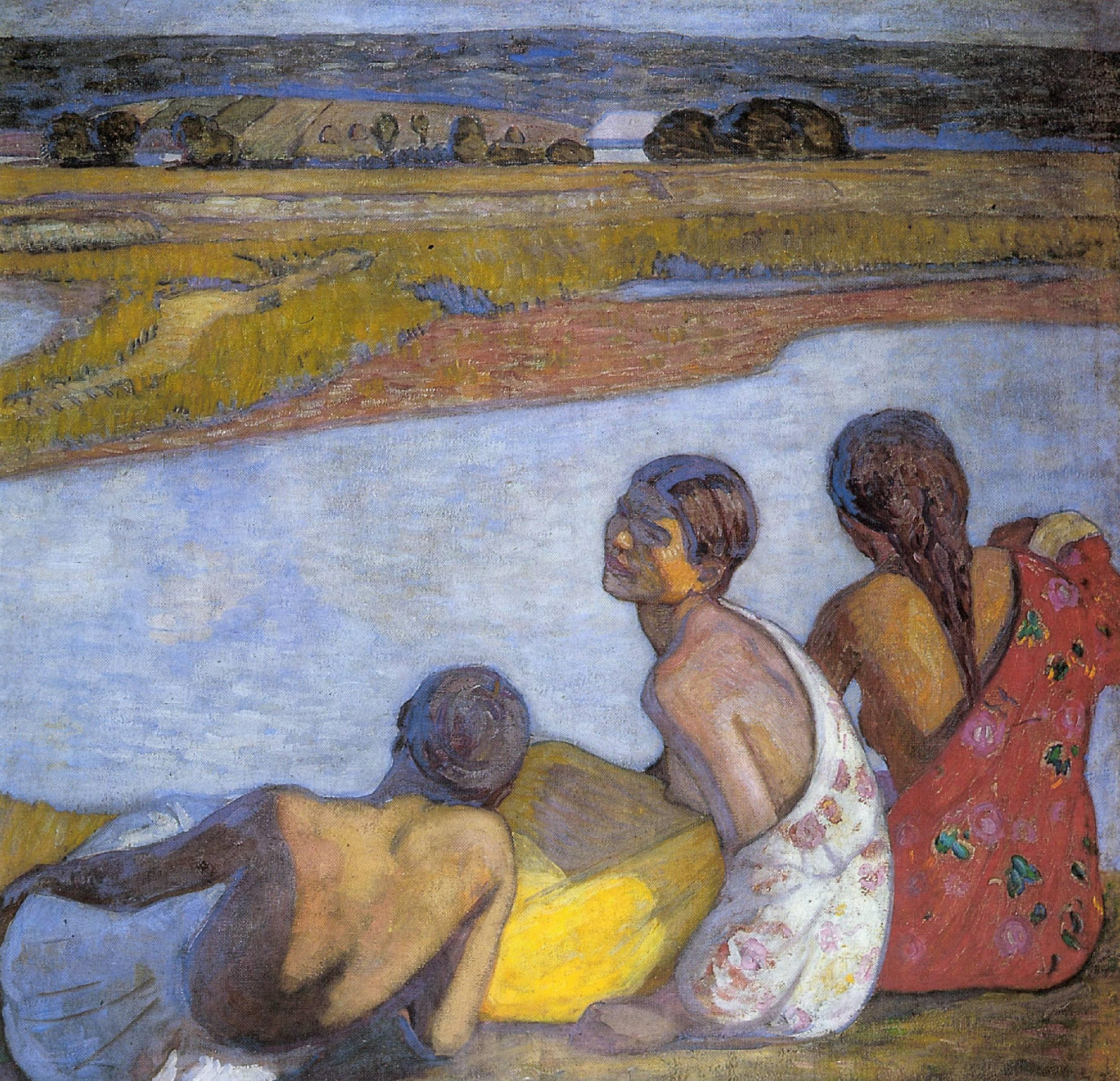
Țigănci (1909)
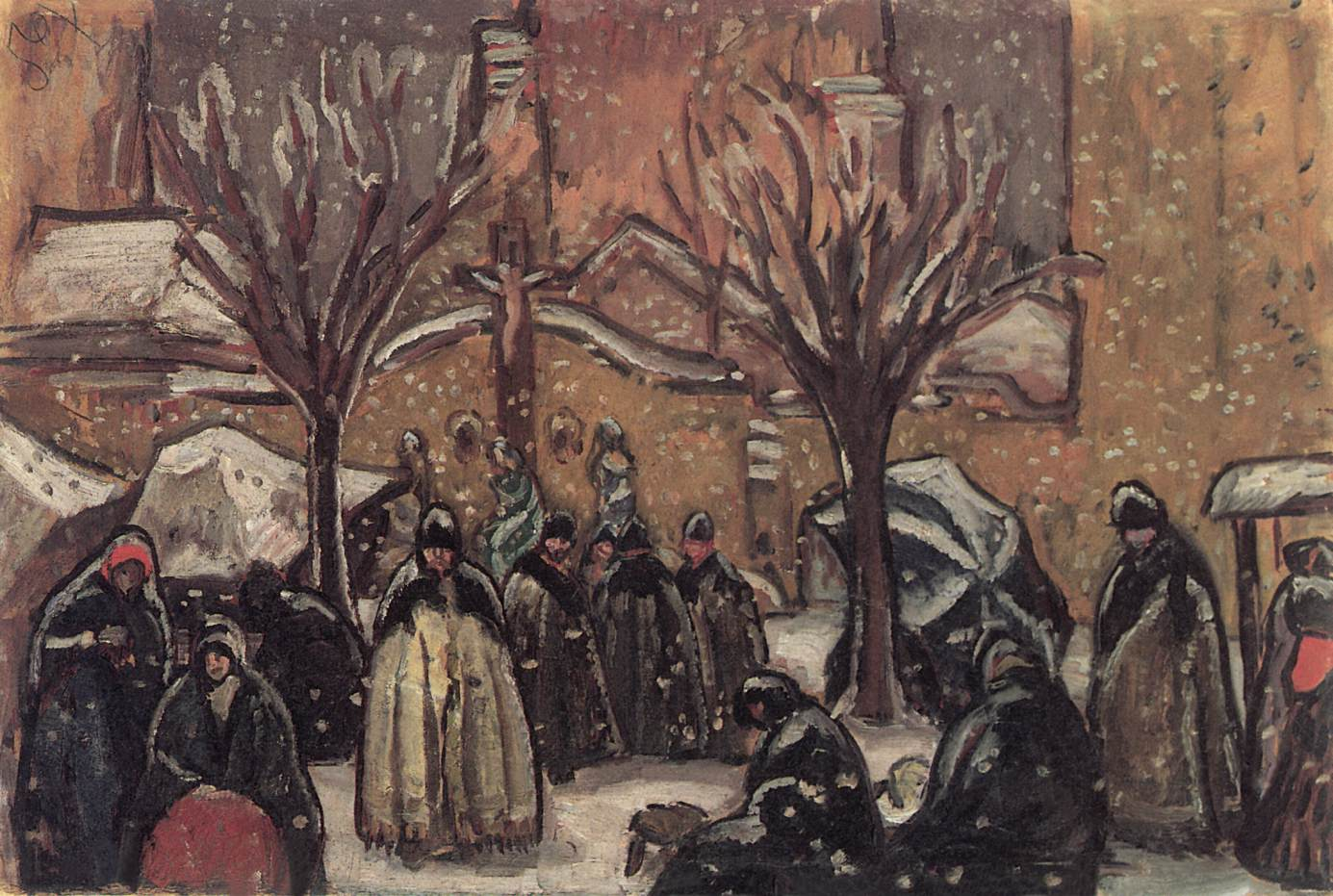
Piața din Kecskemét iarna  (1912)